# أدريانا بيهار
أدريانا برانداو بيهار (بالبرتغالية: Adriana Behar) (من مواليد 14 فبراير 1969، في ريو دي جانيرو)  هي واحدة من أبرز لاعبي الكرة الطائرة في جيلها. 
بيهار يهودية.  انتقلت إلى الكرة الطائرة الشاطئية في عام 1993، بعد أن لعبت في المنتخب الوطني البرازيلي للكرة الطائرة النسائية في الأماكن المغلقة. وبالاقتران مع شيلدا بادي، فازت بأكثر من 30 بطولة دولية للكرة الطائرة الشاطئية بالإضافة إلى ميداليتين أوليمبيتين. لقد فازوا معًا بأكثر من 1000 مباراة و 114 عنوان.
من أصل يهودي لبناني، هي اللاعبة البرازيلية الوحيدة في قاعة الشهرة الرياضية اليهودية الدولية، بجانب أساطير الرياضة العالمية مثل السباح الأمريكي مارك سبيتز  والطيار السابق في الفورمولا 1 جودي شاكتر.

## روابط خارجية
- أدريانا بيهار على موقع الاتحاد الدولي beach volleyball database (الإنجليزية)
- أدريانا بيهار على موقع قاعدة بيانات الكرة الطائرة الشاطئية (الإنجليزية)
- أدريانا بيهار على موقع اللجنة الأولمبية الدولية (الإنجليزية)
- أدريانا بيهار على موقع أوليمبيديا (الإنجليزية)
- أدريانا بيهار على موقع اللجنة الأولمبية البرازيلية (البرتغالية)